# 南廠萬靈祠
22°59′25″N 120°11′31″E / 22.9902056°N 120.1918926°E
南廠萬靈祠位於臺南市中西區，前身為「南廠萬應祠」，主祀慧妙聖母、慎德將軍及能飛將軍。

## 沿革

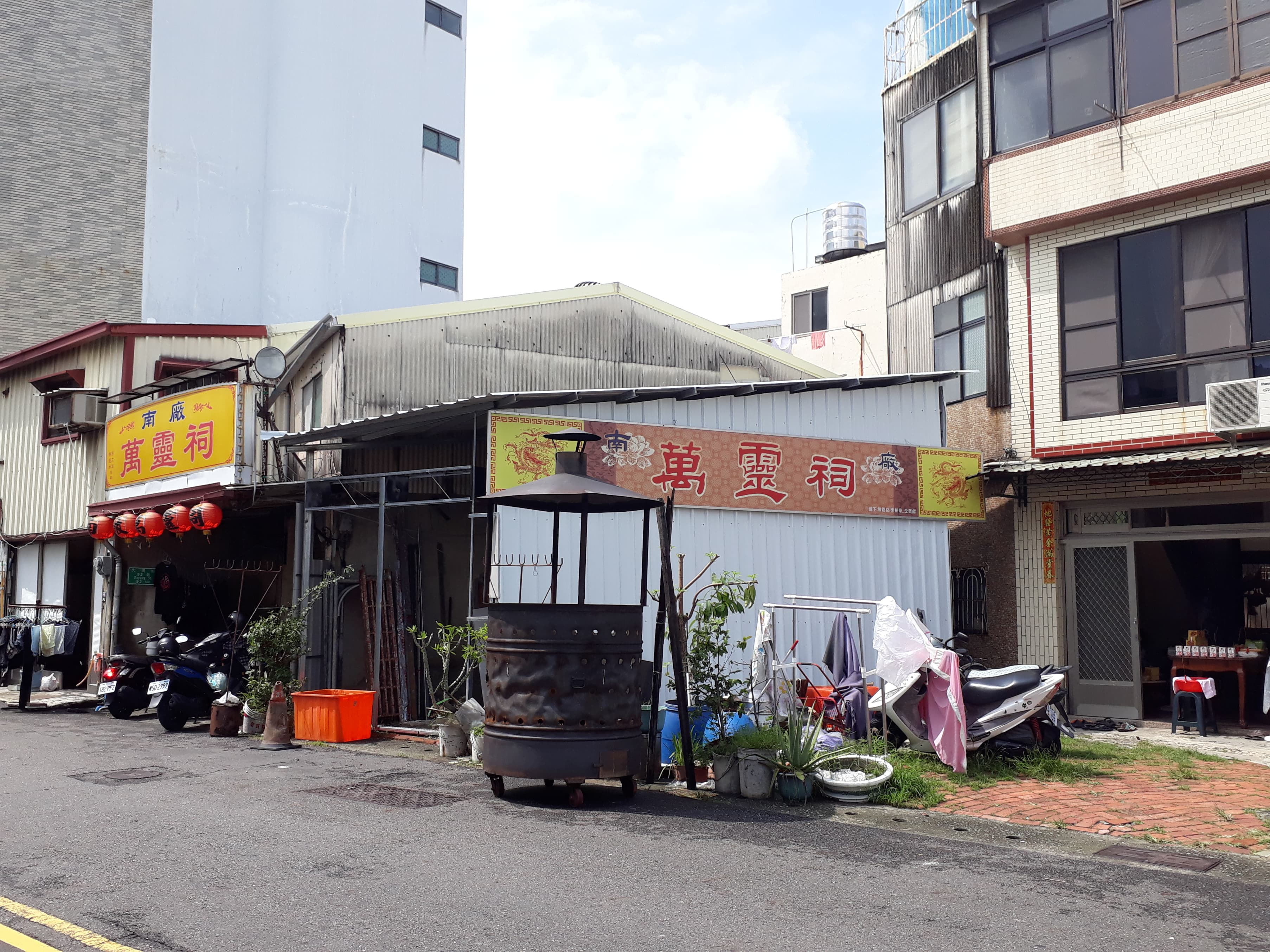
南廠萬靈祠之大勇街入口

南廠萬靈祠肇於大正元年（1912年），有兩具屍體沿著魚塭旁的水溝飄進臺南南廠社，起初由皆定居於南廠社的兩位日本人及一位台灣人發現，將兩具屍體再三的推往海的方向送出去，但不久後卻又都飄了回來，居民們議論紛紛，於是於現址建一座草寮奉祀之，此時尚未有廟名，而居民將之稱為「萬應公」；民國4年，因萬應公時常於廟旁顯化，造成附近居民人心惶惶，日本軍方為安定民心，遂於現址重建廟體。
民國56年（1967年），信士李正波因有感神光護佑，便發起重建廟體（即為今貌），並奉萬應公旨意將廟名取為「南廠萬應祠」，將之稱呼為「南廠萬應公」。
民國67年（1978年），南廠保安宮吳府千歲指示兩位萬應公功果已足夠，可雕塑金身奉祀，並向天庭保奏封官，領有玉旨更名為「南廠萬靈祠」，兩位萬應公的封號分別為「慎德將軍」及「能飛將軍」，並以慎德將軍為主神；後又經吳府千歲指示，因畢竟兩位將軍為萬應公出身，並非正神大道，因此需有正神引導兩位將軍，因此王宮吳府千歲乃請「慧妙聖母」前來該祠坐鎮，而兩位將軍則坐其左右；並於民國68年（1979年）舉行慶成祈安醮典。

## 祀神

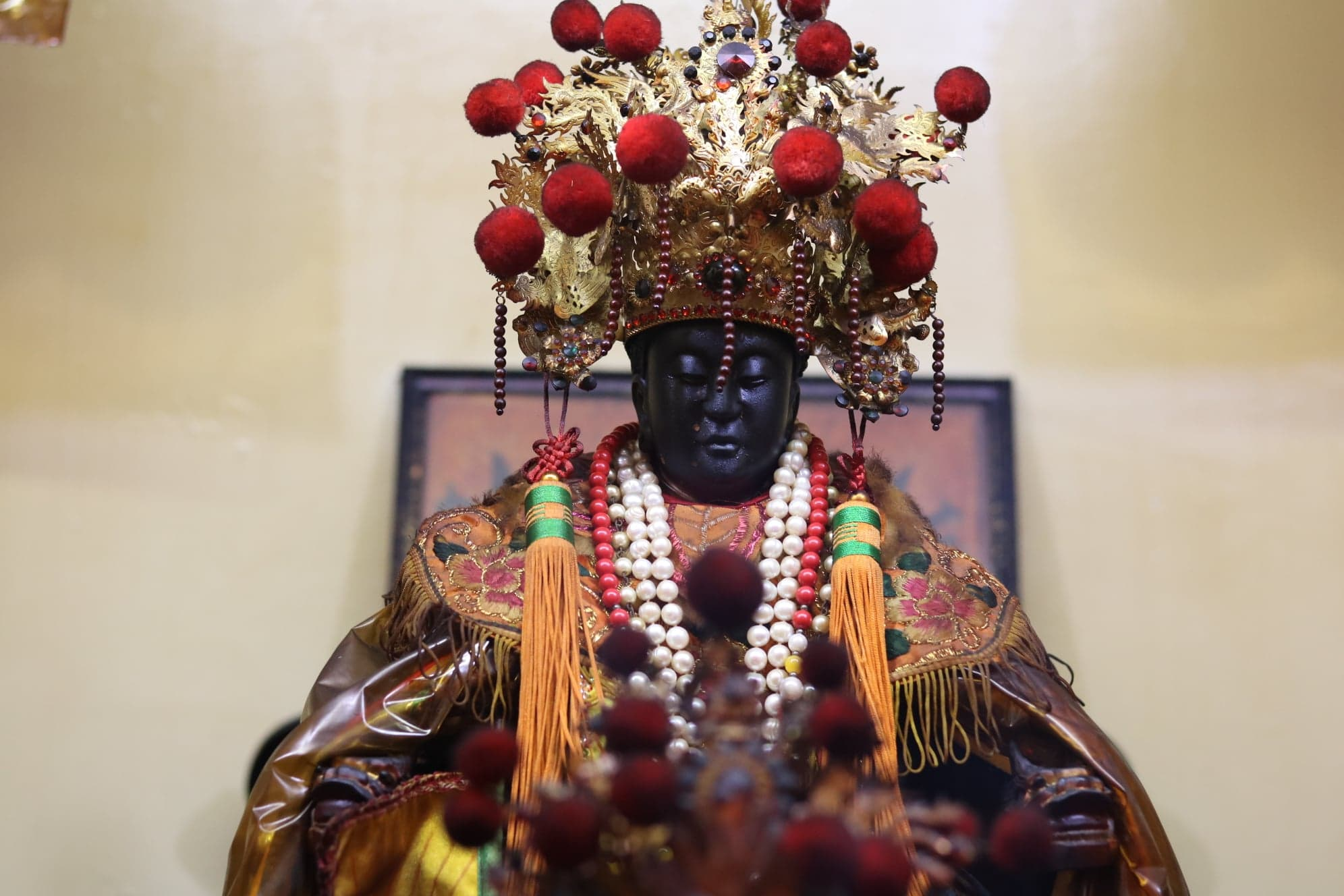
南廠萬靈祠 鎮殿慧妙聖母

- 慧妙聖母：由南廠保安宮吳府千歲邀請來萬靈祠坐鎮，並非萬應公媽系統出身；初為台南正統鹿耳門聖母廟天上聖母隨身侍從，後由南廠保安宮吳府二鎮千歲爺向上天保奏，受封為「慧妙聖母」，並邀請至萬靈祠坐鎮。[3]

- 慎德將軍：在世時為清同治年間福建水師官員，姓方諱不詳，奉旨來台時於黑水溝發生船難身亡；後屍體飄至南廠社，居民將之稱為「萬應公」，民國67年由南廠保安宮吳府千歲向上天保奏受封為「慎德將軍」。[3]

- 能飛將軍：在世時為清同治年間福建水師官員，姓陳諱不詳，為泉州籍人士，奉旨來台時於黑水溝發生船難，與慎德將軍一同遇難；後屍體飄至南廠社，居民將之稱為「萬應公」，民國67年由南廠保安宮吳府千歲向上天保奏受封為「能飛將軍」。兩位將軍生前並不相識，是後因南廠保安宮吳府千歲將兩位將軍帶於身邊修行而結識。[3]

## 祭典
該廟除農曆七月初十舉辦普度植福外，該廟慧妙聖母、慎德將軍及能飛將軍聖誕慶典統一於農曆二月十五舉行，常有信徒為答謝神恩邀請歌仔戲前來演出；民國七、八〇年代（約1980－1990年代）時會於農曆二月定期舉辦一年一度的遶境活動，盛況一時。

## 外部連結
- 南廠萬靈祠Facebook粉絲團